# Osvaldo Picchiottino
Osvaldo Picchiottino (Ronco Canavese, 24 dicembre 1932) è un ex sciatore alpino e allenatore di sci alpino italiano.

## Biografia
Sciatore polivalente con maggior propensione alle prove tecniche originario di Courmayeur, in campo internazionale Osvaldo Picchiottino debuttò in occasione del trofeo dell'Hahnenkamm 1955 (Kitzbühel, 15-16 gennaio), dove si classificò 30º nella discesa libera, 27º nello slalom speciale e 26º nella combinata, ottenne il miglior risultato al Grand Prix du Printemps 1958 (Val-d'Isère, 26.28 marzo), dove si piazzò 7º in slalom gigante, e disputò la sua ultima gare al trofeo Arlberg-Kandahar 1960 (Sestriere, 1-3 aprile), dove fu 29º nella discesa libera, 9º nello slalom speciale e 12º nella combinata. L'ultimo risultato della sua carriera agonistica fu il titolo nazionale di slalom speciale vinto nel 1961; non prese parte a rassegne olimpiche o iridate. Negli anni 1960 fu allenatore della nazionale italiana femminile.

## Palmarès

### Campionati italiani
- 3 medaglie[6]:
  - 1 oro (slalom speciale nel 1961)
  - 1 argento (slalom speciale nel 1956)
  - 1 bronzo (slalom speciale nel 1959)